# Сигнальная лента

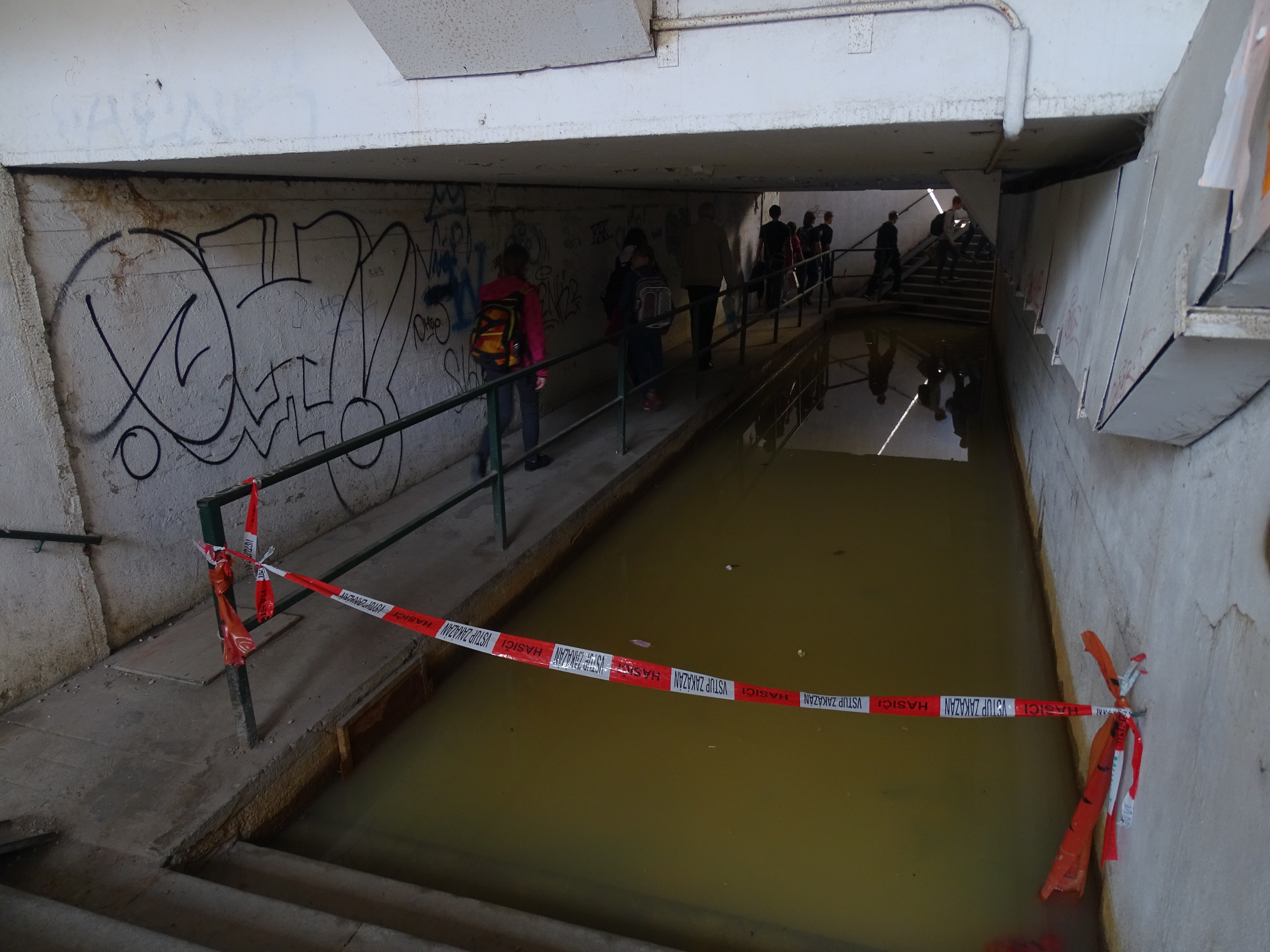
Красно-белая сигнальная лента показывает опасный путь.

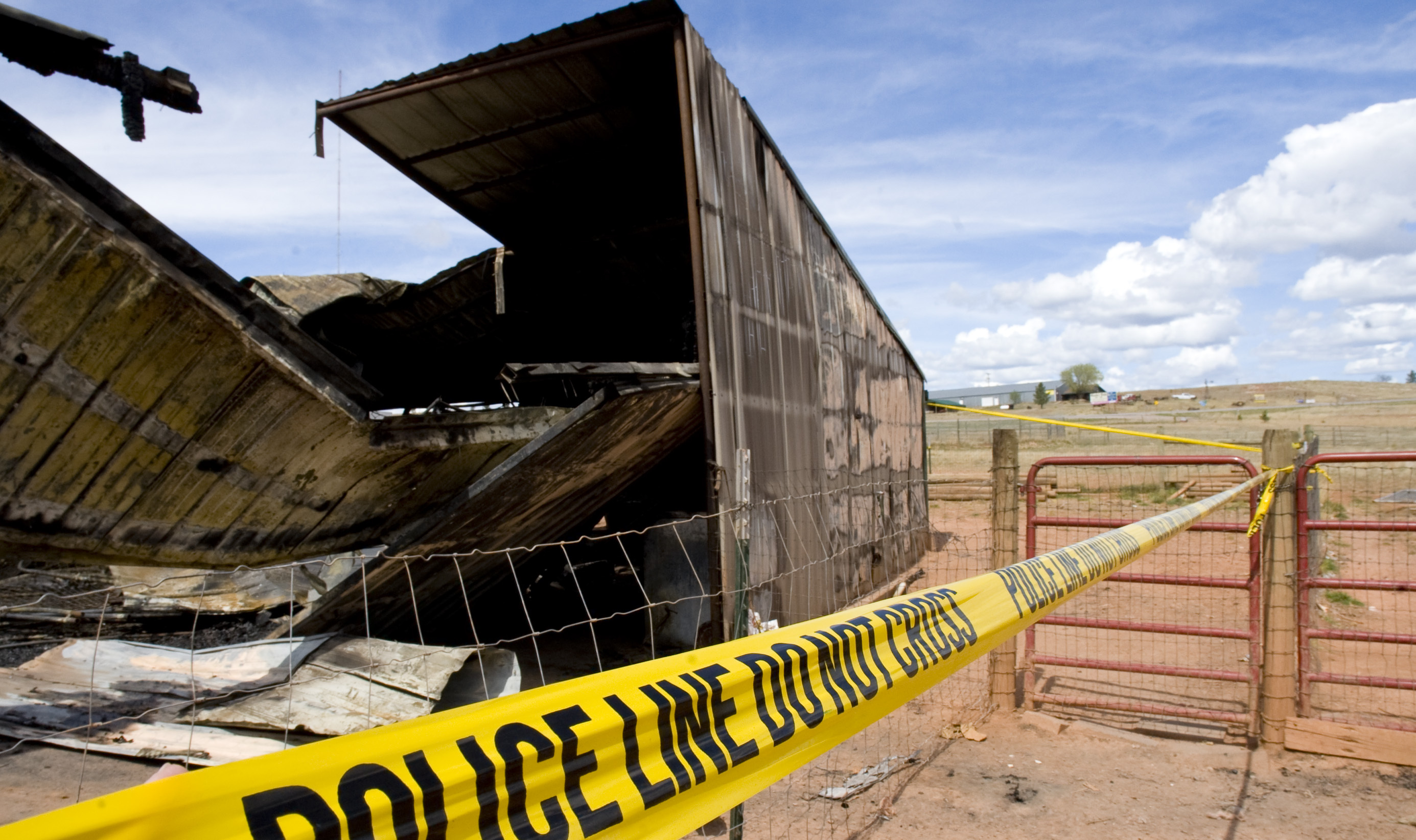
Полицейская сигнальная лента ограждает место преступления

Семь комбинаций сигнальных цветов OSHA для разных типов опасности.

Сигнальная лента (также оградительная лента, лента защитно-сигнальная) ярко окрашенная (часто из чередующихся полос разного цвета, белого и красного или черного и желтого иногда с надписями «Caution», «Danger», «Осторожно!» и т. д.) лента для обозначения опасности, привлечения внимания и ограждения опасной территории. Работает как незначительное препятствие для случайного попадания в зону, тем самым повышая безопасность.
Лента служит визуальным знаком для обозначения повышенной опасности и обозначения границ, например на строительной площадке, мест дорожных работ, места преступления или проведения каких либо работ.

## Описание
Сигнальная лента изготавливается из прочного, влагостойкого, долговечного пластика, например такого как полиэтилен, полипропилен или нейлон. Выпускается в рулонах различной ширины, с клеевым слоем и без.
Для укладки в траншеи с кабелем выпускаются ленты с надписью «Осторожно! Кабель!». Будучи уложенной в почву несколько выше кабеля, при несанкционированных раскопках такая лента привлечет внимание до достижения глубины залегания кабеля.
В США расцветка и размеры сигнальных лент регулируется OSHA и стандартами ANSI. В России расцветка лент попадает под действие ГОСТ 12.4.026-2015. Форма, ширина, толщина лент оставляется на усмотрение производителя.

### ГОСТ расцветки сигнальных лент[2]
1. Красный — белый: Непосредственная опасность, аварийная или опасная ситуация, пожарная техника, средства противопожарной защиты, их элементы.
2. Желтый — черный: Возможная опасность.
3. Зеленый — белый: Безопасность, безопасные условия, помощь, спасение.
4. Синий — белый: Предписание во избежание опасности, указание.

### OSHA расцветка сигнальных лент
1. Красный / белый — защита от пожара и защитное оборудование
2. Черный / белый — уборка помещений и проходов
3. Пурпурный / желтый — радиационная опасность
4. Зеленый / белый — безопасность и первая помощь
5. Синий / белый — неисправный станок
6. Оранжевый / белый — дорожное движение и привлечение внимание к опасности
7. Черный / желтый — физическая опасность

### ANSI расцветка сигнальных лент
1. Желтый/черный Показывает предупреждение и возможную опасность от:
  - Перепад по высоте менее 1.2 метра
  - Опасности при передвижении и низкорасположенные выступающие объекты
  - Места складирования материалов
2. Красная сигнальная лента показывает опасность от:
  - Высотные работы
  - Токопроводники под напряжением
  - Строительные леса
  - Территорию вокруг оборудования с выступающими поворотными частями
3. Пурпурный/Желтый показывает опасность радиационного поражения.
4. Подземная сигнальная лента (произвольная расцветка) показывает о находящихся ниже кабелях, трубопроводах, газопроводах и другой инфраструктуре при земляных работах.